# Dent, Ohio
Dent (phát âm như "đen") là một nơi ấn định cho điều tra dân số (CDP) ở Quận Hamilton, Ohio, Hoa Kỳ, và khu ngoại ô của Cincinnati. Theo Thống kê Dân số Hoa Kỳ năm 2000, nơi có dân số 7.612.

## Địa lý
Dent nằm tại tọa độ 39°11′55″B 84°39′35″T / 39,19861°B 84,65972°T (39,198598, −84,659747).
Theo Cục Thống kê Dân số Hoa Kỳ, nơi này có tổng diện tích là 15,6 km² (6,0 sq mi). Mặt đất chiếm tất cả diện tích.

## Nhân khẩu
Theo Thống kê Dân số Hoa Kỳ năm 2000, nơi có dân số 7.612 người, 3.190 gia hộ, và 2.130 gia đình sống trong nơi. Mật độ dân số là 489,0 người/km² (1.267,4 người/sq mi). Có 3.369 đơn vị nhà ở với mật độ trung bình 216,4 người/km² (560,9 người/sq mi). Trong dân số nơi này, 98,03% là người da trắng, 0,68% là người da đen hay Mỹ gốc Phi, 0,22% là người Mỹ bản thổ, 0,32% là người gốc Á, 0,03% là người gốc Thái Bình Dương, 0,16% từ các chủng tộc khác, và 0,56% từ hơn một chủng tộc. 0,42% dân số là người Hispanic hay Latinh thuộc một chủng tộc nào đó. (Xem Chủng tộc và dân tộc trong Thống kê Dân số Hoa Kỳ.)
Trong số 3.190 gia hộ ở trong nơi có 28,0% hộ có trẻ em dưới 18 tuổi sống chung với họ, 54,8% là đôi vợ chồng sống với nhau, 8,1% có một chủ hộ nữ không có mặt chồng, và 33,2% không phải gia đình. 28,1% gia hộ có cá nhân sống riêng và 10,3% có người sống một mình 65 tuổi trở lên. Cỡ hộ trung bình là 2,39 người và cỡ gia đình trung bình là 2,95 người.
Trong nơi, 22,7% dân số chưa 18 tuổi, 9,0% từ 18–24 tuổi, 27,6% từ 25–44 tuổi, 25,2% từ 45–64 tuổi, và 15,5% từ 65 tuổi trở lên.
Thu nhập trung bình của một gia hộ trong nơi là 49.048 đô la mỗi năm và thu nhập trung bình của một gia đình là 59.888 đô la. Phái nam có thu nhập trung bình 41.406 đô la so với 31.460 đô la của phái nữ. Thu nhập bình quân đầu người là 24.403 đô la. Có 1,6% của các gia đình và 3,7% dân số sống dưới mức nghèo khổ, trong đó có 5,2% những người chưa 18 tuổi và 2,5% của những người 65 tuổi trở lên.